# Jezioro Trzygłowskie Pierwsze
Jezioro Trzygłowskie Pierwsze – jezioro na Równinie Gryfickiej, położone w gminie Gryfice, w woj. zachodniopomorskim, o powierzchni 19,4 ha. Średnia głębokość zbiornika to 5,5 m, a maksymalna głębokość to 11,9 m. Objętość wody Jeziora Trzygłowskiego Pierwszego wynosi 1067,0 tys. m³. Zwierciadło wody jeziora znajduje się na wysokości 29,8 m n.p.m.
Jezioro wraz z Jez. Trzygłowskim Drugim jest położone w obniżeniu niewielkiej rynny subglacjalnej w zlewni Gardominki. Linia brzegowa jeziora jest dość wyrównana. Jezioro otoczone jest zadrzewieniem bez zaplecza leśnego. 
Północne jezioro ma wyższe brzegi w porównaniu do Drugiego, a w strefie przybrzeżnej nie występują trzciny. 
W południowo-zachodniej części jeziora funkcjonuje dzikie kąpielisko.
Według typologii rybackiej jest to jezioro linowo-szczupakowe.
Nazwa Jezioro Trzygłowskie funkcjonuje od 1949 roku, kiedy to została zmieniona z poprzedniej niemieckiej nazwy Stadt-See.